# 滷麵

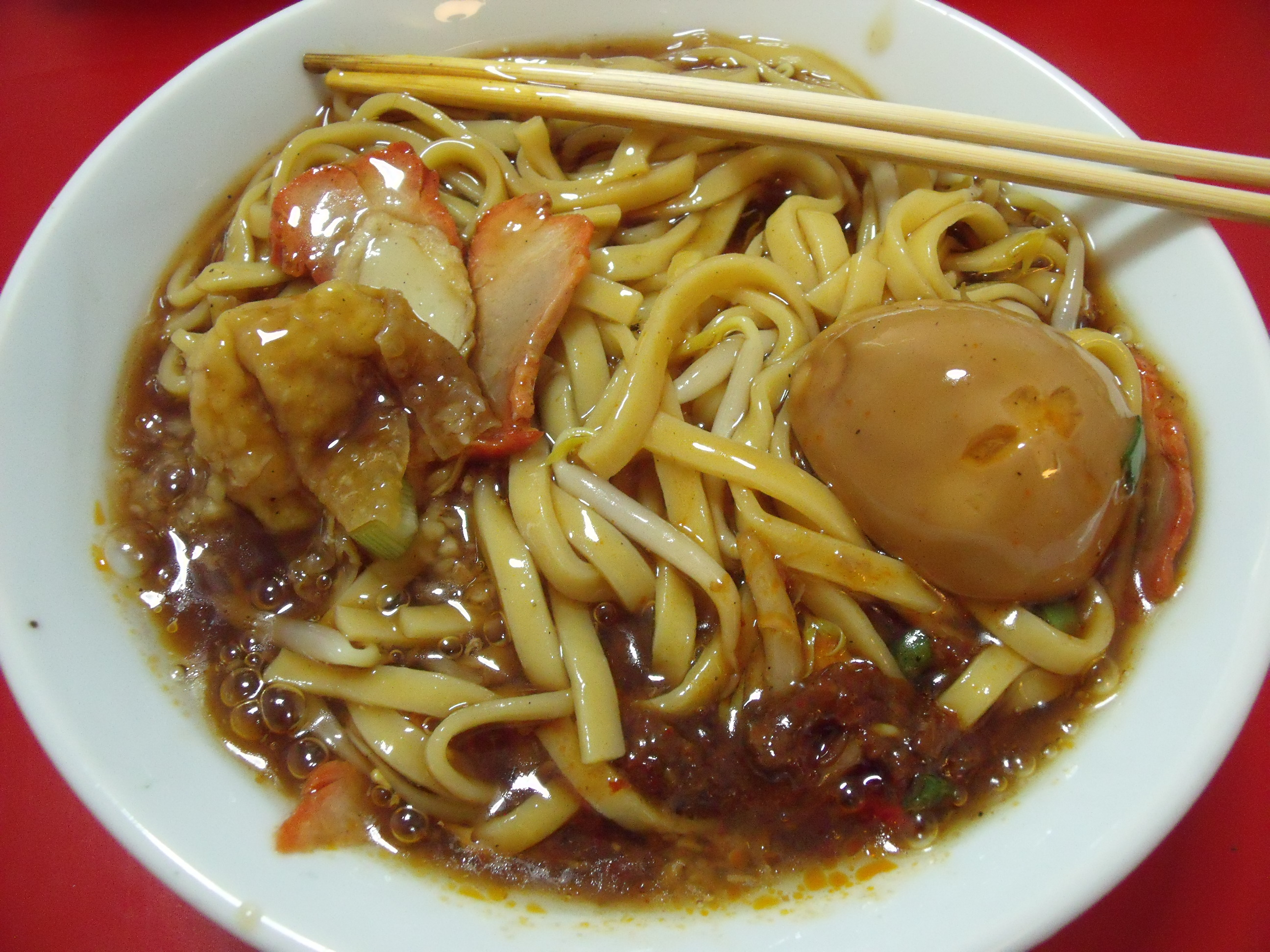
北馬式的滷麵

滷麵是來源於福建漳州、泉州、興化及福州一帶的麵食，與打滷麵或淋麵相似，先煮好一鍋濃稠的滷湯，在顧客點餐後才將黃麵燙熟盛進碗內，鋪上舖料，淋上滷湯再撒上香菜或油蔥酥端上。隨著早期福建籍的移民大量移民至馬來半島一帶，目前在馬來西亞與新加坡福建社區可輕易找到這道麵食。在泉州，厦门一带许多家常卤面则已香菇肉酱作为酱料，加上瘦肉、香菇、胡萝卜、香葱、虾米做成家常卤面。

## 來源與分類

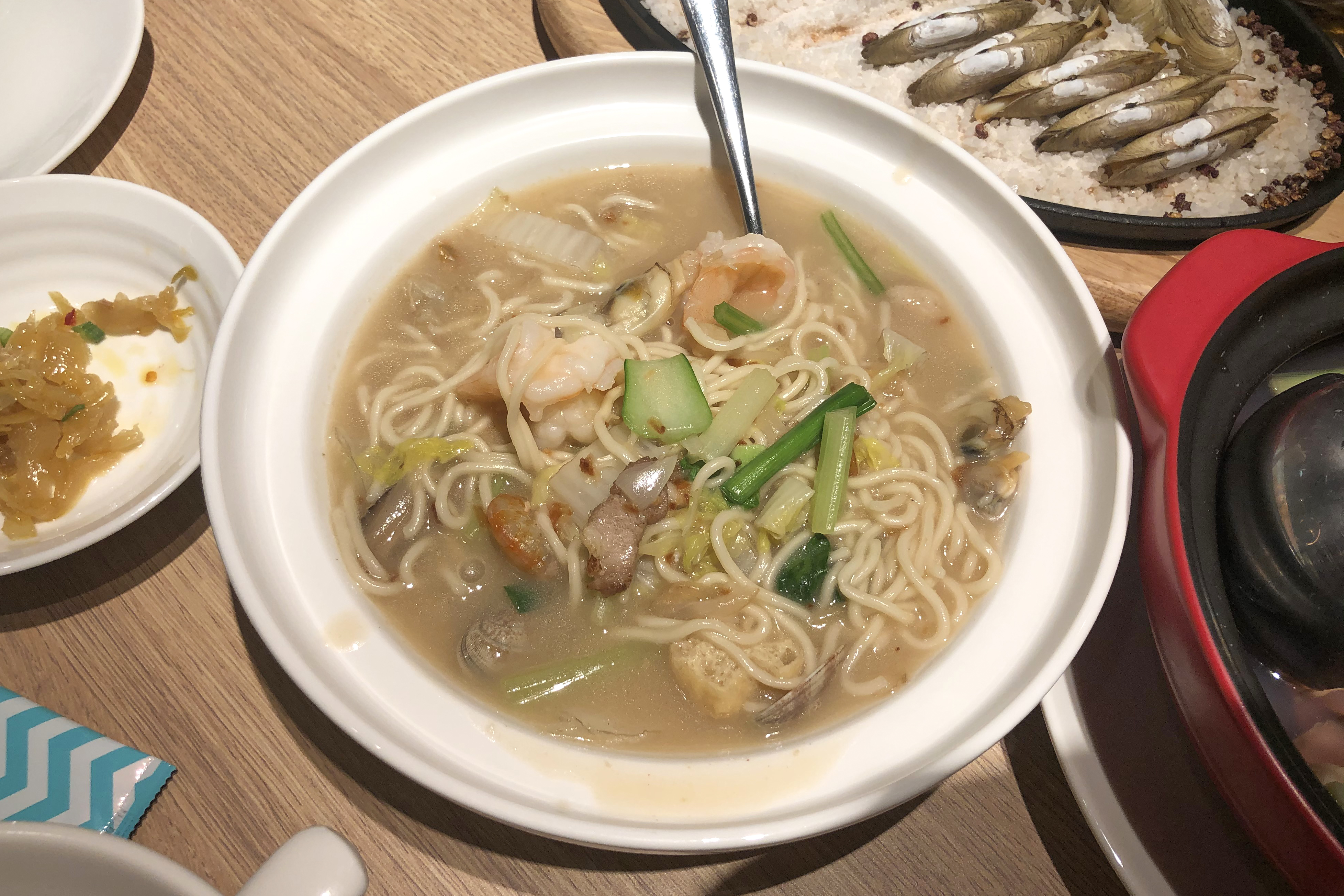
源于莆田的兴化卤面

早期是閩南人神誕時作為供饌供奉神明的一道麵食。後來社會經濟好轉，開始在婚禮或其他喜慶中開始食用。在馬來西亞的滷麵隨著煮麵方式的不同而分為兩派，在以檳城為主的北馬地區及新加坡，當地的滷麵是依循漳州及福州滷麵的做法，先將黃麵燙熟之後，在淋上預先做好的滷湯，其中滷湯是以蝦湯為底，加入了黑醬油、五香粉等，使得湯汁呈現深褐色，搭配的配料以滷肉片、排骨、滷蛋、香菇、雞腳等為主，吃的時候會拌入參巴辣椒醬及烏醋，一般販售福建麵（蝦麵）的店家都會同時販賣這道麵食。
在以吉隆坡為主的中馬地區，當地的滷麵的煮法與泉州及興化地區的類似，即麵條與湯汁同煮，最後才加入地瓜粉勾芡且打入蛋花。當地的滷麵又因為湯汁顏色的深淺可分為黑白兩派。在雪蘭莪州的烏魯音（Ulu Yam）當地的滷麵在烹煮的過程中，會在滷汁中加入醬油及烏醋，據說是上世紀20年代，在當地有人在新加坡吃了當地的漳州式滷麵後，念念不忘，便依樣畫葫蘆，自創了加入黑醬油及烏醋版本的滷麵，有別於吉隆坡與雪蘭莪一帶的白色滷麵，深受當地人歡迎，因此在烏魯音許多店家也開始推出這道麵食，成為當地的代表性美食 。在中馬其他地區的滷麵則出現在華人的大排檔內，將蒜末及比目魚粉爆香後，加入高湯、麵條、蔬菜、豬肉片、海鮮等，加蓋將麵條燜至熟透，最後勾芡及打入蛋花，加上豬油渣，以淺色的湯汁與食客相見，吃時才依個人的口味，自行加入烏醋調味。
臺灣的滷麵又稱魯麵，是當初隨著閩地開臺者傳入；原本是在喜慶報喜時食用。臺灣各地區隨著時間演進也漸漸創造出自己的風格，如鹿港的錦滷麵、臺南的打滷麵等，在日本治臺時期皆已有許多商家專營滷麵生意。打滷的打字主要表示勾芡的動作，也有一說製作滷麵時需要張羅人手，因此要「打算」而用打字。此類滷麵多半微甜，食用前淋上烏醋提出香氣，多半放入黃色油麵或米粉。做法是將預先做好的勾芡滷湯淋在煮熟瀝乾的麵上。滷湯是先用扁魚蝦米爆香過後，加入高麗菜、紅蘿蔔、黑木耳、香菇、雞蛋等配料，再依照各家特色加入蝦、裹粉肉條、肉丸、或魚丸等葷料，利用醬油、胡椒、糖、醋等調味而成，與東南亞的滷麵相比，顏色較清透，勾芡沒有這麼重。混入豐富配料的滷麵在台灣又被分出來稱為錦滷麵 ，有什錦滷麵之意。 
與羹麵的差別在於羹麵是麵與羹同煮，麵體較軟，如台灣中北部的肉羹麵，或是台中特有的大麵羹。 其中北部的羹經常不打滷不勾芡，中南部的羹則經常打滷勾芡。
1949後隨國民政府播遷至臺的北方人將北方口味的打滷麵帶至臺灣，在北部稱為大滷麵，與滷麵不同，造成有兩種名稱類似的麵食容易混淆。